# Anolis caudalis
Anolis caudalis (гонавський стрункий аноліс) — вид ігуаноподібних ящірок родини анолісових (Dactyloidae). Ендемік Гаїті.

## Поширення і екологія
Гонавські стрункі аноліси мешкають на східному узбережжі затоки Гонав на острові Гаїті, а також на островах Гонав і Кабріт. Вони живуть в сухих тропічних лісах і акацієвих заростях, трапляються в садах і поблизу людських поселень.